# François Castaing
Pour les articles homonymes, voir Castaing.
François Jean Castaing, né 18 mars 1945 à Marseille et mort le 26 juillet 2023 à Phoenix dans l'Arizona,, est un  ingénieur français.
Devenu cadre supérieur de l’automobile chez Renault, American Motors Corporation et Chrysler, durant les années 1970 il fut un contributeur au développement du sport automobile, plus particulièrement de la Formule 1 en France.

## Biographie

### Carrière d’ingénieur
François Castaing effectue ses études à l'École nationale supérieure d'arts et métiers et, en 1968, commence sa carrière chez Gordini, afin notamment de préparer les moteurs pour les 24 Heures du Mans. 
Après le rachat par Renault, il est sollicité pour devenir directeur technique de Renault Sport, la filiale de Viry-Châtillon des compétitions automobiles. À ce titre il dirige le programme de conception et de développement de la future monoplace de Formule 1, plus particulièrement en termes de châssis, aux côtés de Jean-Pierre Boudy et de Bernard Dudot pour les moteurs. 
En 1980, Renault l’envoie chez American Motors (dont le constructeur français détient 46 % des actions) à Détroit, aux États-Unis.

### Carrière de manager
François Castaing est directeur de l'ingénierie de 1980 à 1987, puis des produits et de la  qualité du groupe American Motors, avec à son actif un premier succès, la Jeep Cherokee (XJ), un SUV (Sport Utility Vehicule) très rentable pour le constructeur américain. Il raccourcit les délais d’études par la conception assistée par ordinateur (CAO), simplifie les plateformes et rationalise les chaines de production. La Jeep Grand Cherokee est son deuxième succès. 
En 1988, après l'acquisition d'American Motors par Chrysler,  il est nommé directeur de l'ingénierie de véhicule du groupe Chrysler où il applique, non sans difficulté, ses méthodes ; les délais de conception passent ainsi de 50 à 39 mois.  
En 1996, il est directeur des opérations internationales du groupe Chrysler. En 1998, après le rapprochement de Daimler et de Chrysler, il est nommé conseiller technique du président directeur-général du groupe.

### Autres activités
En 2004, François Castaing fonde le cabinet Castaing et Associés où il est consultant. 
En rapport avec ses activités professionnelles, il a soutenu différentes initiatives, 
- l'« United States Council for Automotive Research (USCAR) », une structure de recherche automobile commune à Chrysler, General Motors et Ford, créée en 1993 afin de contenir la concurrence japonaise ;
- le « New Detroit Science Center » pour l’éducation des nouvelles générations[5] ;
- le « Dodge Viper Team » qui promeut les voitures de sport équipées d'un moteur V10[6] ;
- « Reynard Motorsport », un constructeur produisant des monoplaces de la Formule Ford aux Indycars.

### Mort
François Castaing prend sa retraite en Arizona où il meurt le 26 juillet 2023,.